# Гудачинский сельсовет
Гудачи́нский сельсове́т — сельское поселение в Магдагачинском районе Амурской области.
Административный центр — посёлок Гудачи.

## История
В 1923 году был образован Перемыкинский сельсовет, а в 1974 году он был переименован в Гудачинский сельсовет. 
12 мая 2005 года в соответствии с Законом Амурской области № 477-ОЗ муниципальное образование наделено статусом сельского поселения.

## Население
| 2002 | 2010 | 2011 | 2012 | 2013 | 2014 | 2015 |
| ---- | ---- | ---- | ---- | ---- | ---- | ---- |
| 460  | ↘398 | ↘396 | ↘387 | ↘370 | ↗377 | ↗379 |
| 2016 | 2017 | 2018 | 2021 |      |      |      |
| ↘377 | ↘370 | ↗372 | ↘304 |      |      |      |

## Состав городского поселения
| № | Населённый пункт | Тип населённого пункта          | Население |
| - | ---------------- | ------------------------------- | --------- |
| 1 | Гудачи           | посёлок, административный центр | ↘304      |